# Hiller ROE-1
Der Hiller ROE-1 Rotorcycle war ein einsitziger zusammenlegbarer Kleinsthubschrauber, der zur Selbstrettung abgestürzter oder abgeschossener Piloten und als Beobachtungshubschrauber genutzt werden sollte. Zusammengelegt konnte er in einer Gondel unter der Tragfläche eines Flugzeuges oder auf der Ladefläche eines Fahrzeuges transportiert werden. So konnte er in der Nähe des zu rettenden Piloten mit Fallschirm abgeworfen oder mit einfachen Mitteln zum Einsatzort transportiert und dort ohne Werkzeug innerhalb von Minuten flugbereit gemacht werden.

## Allgemeines
Die Bezeichnung ROE leitete sich aus dem im Entwicklungszeitraum gültigen Bezeichnungssystem für Luftfahrzeuge der US-Marine ab, wobei RO für Kleinhubschrauber und E für den Hersteller Hiller Aircraft Corporation stand. Je nach Entwicklungsstand wurde der Bezeichnung ROE das Präfix X für Experimental bzw. Y für Prototyp vorangestellt.
Die Konstruktion des zusammenlegbaren Kleinhubschraubers ist in der Patentschrift COLLAPSIBLE AND PORTABLE ROTARY WING AIRCRAFT beschrieben. Die  Offenlegungsschrift wurde am 17. Januar 1958 von Edward H. Jacobsen und Stanley O. Nelson als Bevollmächtigte der Hiller Aircraft Corporation eingereicht. Das Patent wurde am 10. April 1962 mit der o.a. Patentschrift, Veröffentlichungsnummer US3029047 A, erteilt.

## Technik

### Rotoren
Der Hiller ROE-1 Rotorcycle war in konventioneller Heckrotor-Konfiguration aufgebaut. Haupt- und Heckrotor waren als Zweiblattrotor ausgelegt. Der Hauptrotor war mit zwei über eine Achse verbundene Steuerpaddel ausgestattet:S. 5 Abb. 13 , deren Funktionsweise in der Patentschrift HELICOPTER beschrieben werden. Mit dieser wurde am 13. September 1949 unter der Veröffentlichungsnummer US2482750 A nach Einreichung der Offenlegungsschrift am 3. Juni 1947 durch Stanley Hiller Jr. und Joseph Stuart III das entsprechende Patent erteilt. Diese Steuerpaddel stabilisierten den Hubschrauber durch Dämpfung der am Hauptrotor auftretenden und sich selbst durch kleine Steuereingaben verstärkenden Schwingungen. Diese Dämpfung wurde erreicht, indem der Pilot mit seinen Steuereingaben über die Taumelscheibe zunächst einen „Stellrotor“ (die Steuerpaddel) ansprach, der durch seine Auslenkung diese zyklischen Steuerimpulse mit kleiner zeitlicher Verzögerung an den Hauptrotor weitergab. Da nicht jede kleine Steuereingabe unmittelbar auf den Hauptrotor wirkte, wurde eine gleichförmige und geringere Steuerempfindlichkeit erreicht, die den Hiller ROE-1 leicht fliegbar machte.
1. ↑  Diese Art der Stabilisierung wird noch heute bei solchen Modellhubschraubern genutzt, die nicht elektronisch mit Hilfe von Drehratensensoren stabilisiert werden (Flybarless-Systeme) und als Paddelstange, Stabilisierungsstange, Hilfsrotorebene bzw. englisch flybar bezeichnet.

### Steuerung
Die Steuerung erfolgte grundsätzlich wie bei anderen Hubschraubern in Heckrotor-Konfiguration. Der Steuerknüppel, mit dem die Steuereingaben für die zyklische Steuerung durchgeführt werden, war unmittelbar an der Taumelscheibe befestigt und wurde von oben vor den Körper des Piloten geführt. Der Kollektivhebel, mit dem die Steuereingaben für die kollektive Steuerung durchgeführt werden, war links neben dem Pilotensitz angebracht:S. 4 Abb. 8. Die Pedale, mit denen die Steuereingaben für den Heckrotor (ausgleich des Drehmomentes) durchgeführt werden, waren an der vorderen Strebe des Landegestelles angebracht und wurden über Drahtseile mit dem Heckrotor verbunden:S. 2 Abb. 2, 18 bis 22.

### Grundgestell
Das Grundgestell wurde so konstruiert, dass der Hiller ROE-1 Rotorcycle durch einfaches Auseinanderklappen der Rahmenteile und Einstecken eines Sicherungsbolzens flugbereit gemacht werden konnte. Nur der Heckausleger musste angebaut werden.
Das Landegestell bestand aus drei Streben, die in am Grundgestell angebaute, rohrartige Schächte gesteckt und durch je einen Bolzen gesichert wurden:S. 7 Abb. 17. Die nach vorne gerichtete Strebe war länger als die schräg nach hinten gerichteten Streben, um so die Befestigung des Pilotensitzes und der für die Ansteuerung des Heckrotors benötigten Pedale zu gewährleisten.
Hinter dem Piloten befand sich der Rumpf, der den Antrieb und die Rotorwelle aufnahm.
Durch das nach unten geneigte und abnehmbare Heckauslegerrohr verlief die Antriebswelle für den Heckrotor:S. 5 Abb. 12. Diese wurde über einen nach außen zahnradartig ausgebildeten Stecker in eine entsprechende Buchse am Antriebsgehäuse gesteckt, um eine feste Verbindung der Antriebswelle mit dem Hauptantrieb zu erreichen:S. 5 Abb. 13.

### Antrieb
Als Antrieb diente ein luftgekühlter Nelson H-59 Vierzylinder-Zweitaktboxermotor mit einer Leistung von 30 kW (40 PS). Dieser war über eine Fliehkraftkupplung mit der Antriebswelle verbunden. Aufgrund erster Erfahrungen wurde später der stärkere Nelson H-63 Vierzylinder-Zweitaktboxermotor mit einer Leistung von 32 kW (43 PS) verbaut.

## Technische Daten
Für dem Hiller ROE-1 werden folgende technische Daten angegeben:
| Kenngröße              | Daten (Metrisches Maßsystem)                                        | Daten (Angloamerikanisches Maßsystem) |
| ---------------------- | ------------------------------------------------------------------- | ------------------------------------- |
| Erstflug               | 10. Januar 1957                                                     |                                       |
| Hersteller             | Hiller Aircraft Corporation                                         |                                       |
| Besatzung              | 1                                                                   |                                       |
| Antrieb                | Nelson H-59, luftgekühlter Vierzylinder-Zweitaktmotor 30 kW (40 PS) | 40 hp                                 |
| Antrieb                | Nelson H-63, luftgekühlter Vierzylinder-Zweitaktmotor 32 kW (43 PS) | 43 hp                                 |
| Breite                 | 5,64 m                                                              | 18,5 ft                               |
| Länge                  | 5,64 m                                                              | 18,5 ft                               |
| Höhe                   | 2,34 m                                                              | 92 in                                 |
| Durchmesser Hauptrotor | 5,64 m                                                              | 18,5 ft                               |
| Durchmesser Heckrotor  | 0,91 m                                                              | 3 ft                                  |
| Leermasse              | 131,5 kg                                                            | 290 lbs                               |
| max. Startmasse        | 247,7 kg                                                            | 546 lbs                               |
| Nutzlast               | 122,5 kg                                                            | 270 lbs                               |
| Höchstgeschwindigkeit  | 113 km/h                                                            | 70 mph                                |
| Reisegeschwindigkeit   | 84 km/h                                                             | 52 mph                                |
| Steigrate              | 354 m/min                                                           | 1160 ft/min                           |
| Reichweite             | 267 km                                                              | 166 miles                             |
| effektive Reichweite   | 48 km                                                               | 30 miles                              |

1. 1 2  auf Meeresspiegelhöhe
2. ↑  bei 77 kg (170 lbs) Masse des Piloten und 39 kg (86 lbs) Treibstoffzuladung.

## Geschichte

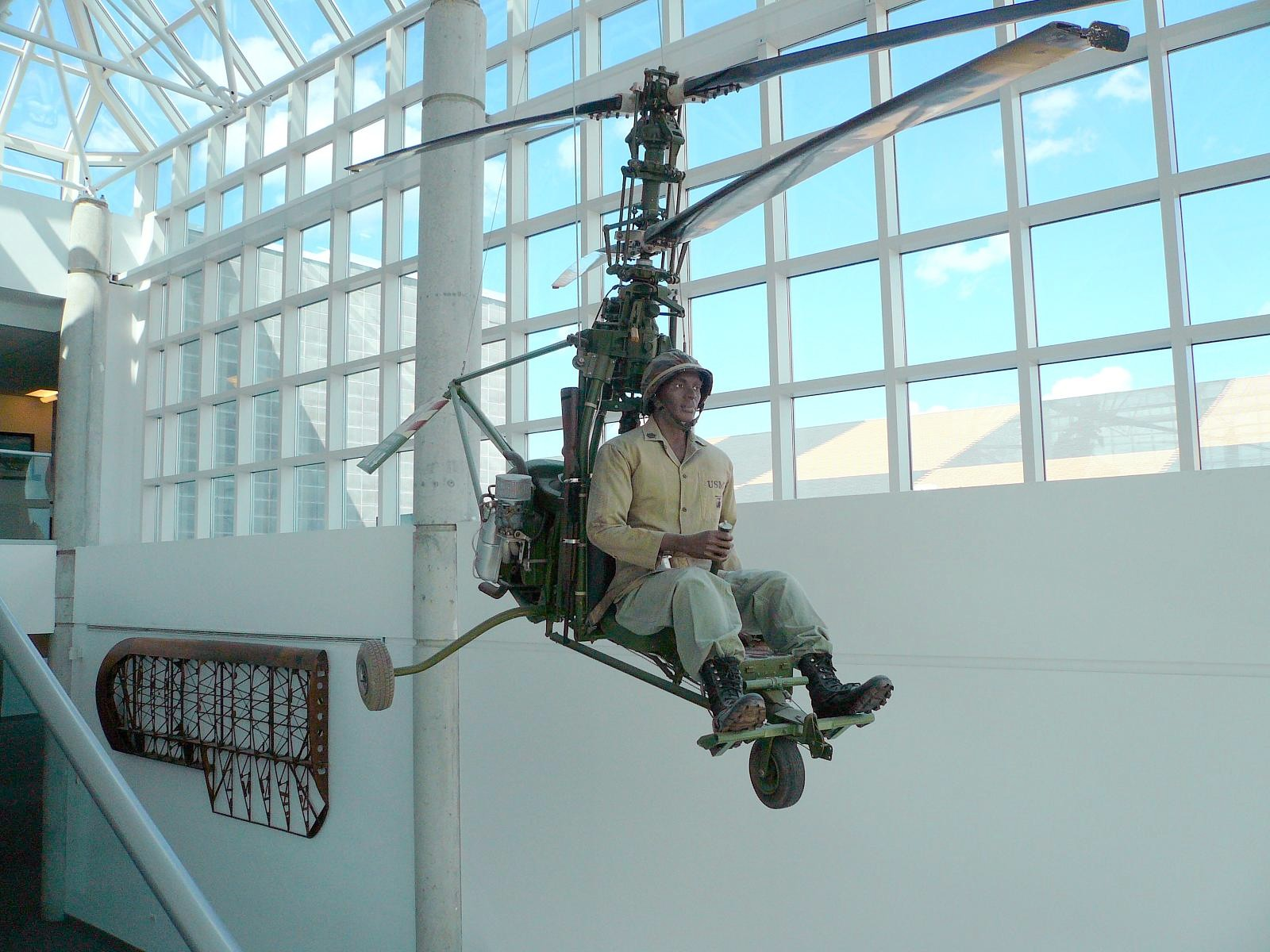
Gyrodyne XRON-1 Rotorcycle, der Prototyp des Mitbewerbers mit Koaxialrotor

1954 erhielt die Hiller Aircraft Corporation von der US-Marine den Auftrag, einen einsitzigen zusammenlegbaren Kleinhubschrauber zu konstruieren, der
- mit einem Fallschirm abgeworfen,
- schnell und ohne Werkzeug zusammengebaut,
- ohne Hilfsmittel gestartet

werden konnte, um so einem abgeschossenen oder abgestürzten Piloten die Möglichkeit zu geben, sich über die feindlichen Linien hinweg in Sicherheit zu bringen. Zudem sollte dieser Kleinhubschrauber als Beobachtungshubschrauber eingesetzt werden können. Einziger Mitbewerber für dieses Projekt war die Gyrodyne Company of America Incorporation, die den Kleinhubschrauber mit Koaxialrotor Gyrodyne RON-1 Rotorcycle (RO für Kleinhubschrauber und N für den Hersteller Gyrodyne Company of America Incorporation) entwickelte.
Die Hiller Aircraft Corporation baute in ihrer Fabrik in Palo Alto zwei Prototypen, die seitens des Herstellers als Modell 1033 bezeichnet und für verschiedene Boden- und Flugtests genutzt wurden. Seitens der US-Marine wurde ihnen die Bezeichnung XROE-1 Rotorcycle zugewiesen. Diese erhielten vom Bureau of Aeronautics (BuAer) der US-Marine die Nummern 4003 (Bodentests) und 4004 (Flugtests). Der Erstflug eines Prototyps erfolgte am 10. Januar 1957.
Der englische Flugzeughersteller Saunders-Roe Limited baute zehn weitere Kleinhubschrauber ROE-1 in Lizenz. Der Erstflug der ersten dieser Maschinen erfolgte im Oktober 1959. Das erste Los von fünf Maschinen wurde im Frühjahr 1960, das zweite im Dezember 1961 fertiggestellt. Fünf Kleinhubschrauber wurden in die USA exportiert, wo sie unter der Bezeichnung YROE-1 Rotorcycle der Einsatzprüfung unterzogen wurden. Diese wurde vom Ames Research Center der NASA auf dem Moffett Federal Airfield sowie vom United States Marine Corps auf dem Stützpunkt Naval Air Station Patuxent River durchgeführt. Diese fünf Kleinhubschrauber erhielten die BuAer-Nummern 4020 bis 4024.
Die verbliebenen fünf Kleinhubschrauber wurden unter der Bezeichnung Modell G-46 über die zivile Hiller Verkaufsagentur in Europa (Helicop-Air) verkauft.
Der Hiller ROE-1 ging nie in Serienproduktion, weil das United States Marine Corps diesen Kleinhubschrauber nicht für den militärischen Dienst akzeptieren konnte. Begründet wurde dieses mit
- der geringen Höchstgeschwindigkeit,
- der geringen Reichweite,
- der Anfälligkeit bei Beschuss mit Handfeuerwaffen
- dem Fehlen von visuellen Referenzlinien, das dazu führen kann, dass der Pilot in allen Flughöhen abgesehen vom Tiefstflug die räumliche Orientierung verlieren kann.[4]

## Verbleib
Von den zwölf produzierten Hiller ROE-1 sind noch mindestens sechs militärische Maschinen erhalten. Zwei zivile Kleinhubschrauber Modell G-46 sollen noch in deutschen bzw. französischen Museen ausgestellt sein.

### Hiller XROE-1
Der für die Bodentests genutzte Prototyp (BuAer-Nummer 4003) befindet sich im Hiller Aviation Museum in San Carlos (Kalifornien), die für die Flugtests genutzte Maschine (BuAer-Nummer 4004) wird im United States Army Aviation Museum in Fort Rucker ausgestellt.

### Hiller YROE-1
Die erhaltenen Versuchsmuster Hiller YROE-1 befinden sich
- im Hiller Aviation Museum in San Carlos (BuAer-Nummer 4020 und 4021)
- im National Air and Space Museum in Washington, D.C., ausgeliehen an das Patuxent River Naval Air Museum (BuAer-Nummer 4022)
- in Privatbesitz (BuAer-Nummer 4024).

Ein weiterer Hiller YROE-1 soll sich im Evergreen Aviation & Space Museum in McMinnville (Oregon) befinden. Dieses konnte bisher jedoch nicht verifiziert werden.

## Modellhubschrauber
Da es bisher keine Bausätze für den Aufbau eines Hiller ROE-1 Rotorcycle gibt, hat Dominique Bauve ein maßstabsgetreues (1:3), flugfähiges und ferngesteuertes Modell dieses Kleinhubschraubers gefertigt. Als Vorlage wurden die originalen Konstruktionsunterlagen verwendet. Der mit Verbrennungsmotor angetriebene Modellhubschrauber hat einen Rotordurchmesser von 1,80 Metern und eine Startmasse von ca. 9 kg.
Auch Hermann Rainer hat ein flugfähiges Modell des Hiller ROE-1 Rotorcycle nach Originalplänen gebaut. Dieses Modell im Maßstab von ca. 1:2 hat einen Hauptrotordurchmesser von 2,50 Metern und eine Startmasse von ca. 22 kg. Anders als das Modell von Dominique Bauve wird Hermann Rainers Hiller ROE-1 Rotorcycle von einem Außenläufer-Elektromotor angetrieben, der von einem Lithium-Polymer-Akkumulator, bestehend aus 12 in Serie geschalteten Zellen, mit Strom versorgt wird.